# Matěj Koubek
Matěj Koubek (ur. 4 stycznia 2000) – czeski piłkarz występujący na pozycji środkowego napastnika w czeskim klubie Bohemians 1905.

## Życie prywatne
Jego ojciec František (ur. 1969) również był piłkarzem.